# Anatea
Genre
Anatea est un genre d'araignées aranéomorphes de la famille des Theridiidae.

## Distribution
Les espèces de ce genre se rencontrent en Australie et en Nouvelle-Calédonie.

## Liste des espèces
Selon World Spider Catalog (version 18.0, 02/06/2017) :
- Anatea elongata Smith, 2017
- Anatea formicaria Berland, 1927
- Anatea monteithi Smith, 2017

## Publication originale
- Berland, 1927 : Sur une araignée myrmécomorphe de Nouvelle-Calédonie. Bulletin de la Société entomologique de France, vol. 95, no 4, p. 52-55.